# Grand Tracadie
Ne doit pas être confondu avec Grand Tracadie-Sheila.
Grand Tracadie est un village dans le comté de Queens de l'Île-du-Prince-Édouard, Canada, au nord-est de Charlottetown.